# Kanton Hofgeismar
Der Kanton Hofgeismar war eine Verwaltungseinheit im Distrikt Kassel des Departements der Fulda im napoleonischen Königreich Westphalen. Hauptort des Kantons und Sitz des Friedensgerichts war die Stadt Hofgeismar im heutigen Landkreis Kassel. Der Kanton umfasste sechs Dörfer und Weiler und eine Stadt, war bewohnt von 4.215 Einwohnern und hatte eine Fläche von 1,44 Quadratmeilen.
Zum Kanton gehörten die Kommunen:
- Hofgeismar, mit Friedrichsdorf und Röddenhof
- Carlsdorf
- Hümme
- Kelze
- Ostheim
- Schöneberg